# 224 (عدد)
224 هو عدد صحيح  طبيعي بين 223 و225

## في الرياضيات

### خصائص
- 224 عدد زوجي
- 224 عدد زائد